# Jo de Haan
Jo de Haan (Klaaswaal, 25 december 1936 - Huijbergen, 19 april 2006) was een Nederlands wielrenner.
De Haan kwam als een van de eerste Nederlanders uit voor Franse wielerploegen. Via Saint-Raphael en Gitane-Leroux kwam hij bij Peugeot-BP terecht, om vervolgens naar de Televizier-ploeg van Kees Pellenaars te gaan. Voor die laatstgenoemde ploeg reed hij in 1964 en 1965 de Ronde van Frankrijk. Een achillespeesblessure zorgde er in 1966 voor dat hij zijn profcarrière moest staken.
Het grootste succes in de carrière van De Haan was het winnen van de klassieker Parijs-Tours in zijn tweede profjaar (1960). Een jaar later zou hij in de Ronde van Vlaanderen als derde over de streep komen. In totaal boekte De Haan 36 overwinningen in het profcircuit.
De Haan overleed op 19 april 2006 aan de gevolgen van darmkanker.

## Belangrijkste overwinningen
1958
- NK Amateurs

1960
- Parijs-Tours
- Ronde van de Oise

1961
- 5e etappe deel B Ronde van Nederland
- GP d'Isbergues

1962
- 2e etappe Vierdaagse van Duinkerke
- 3e etappe GP du Midi-Libre

1964
- 2e etappe Vierdaagse van Duinkerke

## Resultaten in voornaamste wedstrijden
| Jaar | Ronde van Italië | Ronde van Frankrijk | Ronde van Spanje |
| ---- | ---------------- | ------------------- | ---------------- |
| 1960 |                  |                     |                  |
| 1961 |                  | opgave              |                  |
| 1962 |                  |                     |                  |
| 1963 |                  |                     |                  |
| 1964 |                  | 60e                 |                  |
| 1965 |                  | 77e                 |                  |

| Jaar | Milaan-San Remo | Gent-Wevelgem | Ronde van Vlaanderen | Parijs-Roubaix | Luik-Bast.‑Luik | Waalse Pijl |  | WK op de weg |  | Wereldranglijsten |
| ---- | --------------- | ------------- | -------------------- | -------------- | --------------- | ----------- |  | ------------ |  | ----------------- |
| 1960 |                 |               | 27e                  |                |                 |             |  |              |  |                   |
| 1961 | 10e             |               | ↑                    | 72e            |                 |             |  |              |  |                   |
| 1962 |                 | 82e           | 11e                  |                |                 | 8e          |  |              |  |                   |
| 1963 |                 | 50e           |                      |                | 7e              | 14e         |  | ↑            |  | 24e (SPP)         |
| 1964 |                 |               |                      |                |                 |             |  | 6e           |  |                   |
| 1965 |                 | 20e           |                      | 23e            |                 |             |  |              |  |                   |